# Hullámtörők
A Hullámtörők (The Guardian) 2006-ban bemutatott amerikai akciófilm Andrew Davis rendezésében,  Kevin Costner és Ashton Kutcher főszereplésével. A film az Egyesült Államok Partiőrségének mindennapjaiba nyújt betekintést, közelebbről az AST (Aviation Survival Technician) programba. Az amerikai bemutató 2006. szeptember 29-én volt, Magyarországon november közepén került a mozikba.

## Cselekmény
Ben Randall (Kevin Costner) a valamikori úszóbajnok és legendás vízimentő a mentési képzésre jelentkezők felkészítését végzi. A sajátos módszerekkel végzett tréning során a zárkózott edző bizalmába fogad egy fiatal jelöltet (Ashton Kutcher), akitől azonban paradox módon a többiek teljesítményétől sokkal többet követel. Az edző és tanítványa lelkileg közel kerülnek egymáshoz, végül választaniuk kell élet és halál, önzés és önfeláldozás között.

## Szereplők
| Karakter                             | Színész               | Szinkronhang          |
| ------------------------------------ | --------------------- | --------------------- |
| Ben Randall                          | Kevin Costner         | Csernák János         |
| Jake Fischer                         | Ashton Kutcher        | Hevér Gábor           |
| Helen Randall                        | Sela Ward             | Hámori Eszter         |
| Emily Thomas                         | Melissa Sagemiller    | Németh Borbála        |
| William Hadley százados              | Clancy Brown          | Viczián Ottó          |
| Carl Billings                        | Omari Hardwick        | Papp Dániel           |
| Vad Bill                             | Alex Daniels          | Bede Fazekas Szabolcs |
| Wakefield másodpilóta                | Daniel J. Molthen     | Janovics Sándor       |
| Mitchell pilóta                      | Andrew Schanno        | Elek Ferenc           |
| Benjamin Reyes                       | Adam Pena             | Juhász Zoltán         |
| Antunez másodpilóta                  | Joe Arquette          |                       |
| Julian Zankich                       | Gary Billburg         | Bodrogi Attila        |
| Mitcheltree                          | Joshua Mitcheltree    |                       |
| Wickham                              | Ron Fien              |                       |
| Krauss másodpilóta                   | Nevada Smith          | Katona Zoltán         |
| Whaley                               | Keith Sweitzer        |                       |
| Nelson                               | Shane Walker          |                       |
| Frank Larson százados                | John Heard            | Szersén Gyula         |
| Jack Skinner                         | Neal McDonough        | Kőszegi Ákos          |
| Butch Flythe                         | Joseph 'Butch' Flythe | Németh Gábor          |
| Robert Watson                        | Robert E. Watson      | Gardi Tamás           |
| John Hall                            | John F. Hall          | Faragó András         |
| Matt Stokes                          | Matt Laub             |                       |
| Johnell Lewis                        | Johnell Gainey        | Posta Victor          |
| Billy Hodge                          | Brian Geraghty        | Csőre Gábor           |
| Ken Weatherly                        | Dulé Hill             | Szokol Péter          |
| Cate Lindsey                         | Shelby Fenner         | Árkosi Kati           |
| Nick Zingaro                         | Michael Rady          | Dévai Balázs          |
| Danny Doran                          | Peter Gail            | Markovics Tamás       |
| Mitch Lyons                          | Brian Patrick Wade    | Seder Gábor           |
| Benny Partida                        | Benny Ciaramello      |                       |
| Travis Finely                        | Travis Willingham     |                       |
| Matthew Bunch                        | Matthew L. Rucker     |                       |
| Tanica Treadwell                     | Tanica Jamison        |                       |
| Paul Metz                            | Paul Wallace          |                       |
| Tilky Flint                          | Tilky Jones           |                       |
| Megan Hyde                           | Megan Melgaard        |                       |
| Scott Reeves                         | Scott Mueller         |                       |
| Jacob Pavich                         | Jacob Stevens         |                       |
| Austin Vogel                         | Austin Lash           |                       |
| Mark Colby                           | Mark Gangloff         |                       |
| Damon Bennett                        | Damon Lipari          |                       |
| Roger Cable                          | Roger Edwards         |                       |
| Maggie McGlone                       | Bonnie Bramlett       | Martin Márta          |
| Nagydarab fickó a haditengerészettől | Greg Sproles          | Vári Attila           |
| Százados a haditengerészettől        | Ron Dean              | Kardos Gábor          |
| Túlélő                               | John Rottger          |                       |

## Érdekességek
- A gyártó cég vállalkozókat bérelt fel egy nagy kiterjedésű beltéri hullámmedence megépítésére a film számára.
- 2005-ben, az Amerikai Egyesült Államok déli részén bekövetkezett sorozatos hurrikánpusztításokat követően a forgatás helyét áttették Shereveportba, Louisiana államba.
- Néhány jelenetet, melyek a filmben az alaszkai Kodiakban játszódnak, Elizabeth Cityben, Észak-Karolinában vettek fel. 60 000 font súlynyi jeget használtak a forgatáson.
- Az egyik tanonc a filmben Mark Gangloff. Gangloff olimpiai úszó, aki az athéni olimpiai játékokon aranyérmet szerzett.
- A film mindkét főszereplője, Kevin Costner és Ashton Kutcher is a Delta Chi elnevezésű főiskolai testvériség tagja.
- Clancy Brown játssza Hadley kapitány szerepét. A remény rabjai című filmben szintén egy Hadley kapitány nevű karaktert alakított, aki azonban börtönőr.
- A film betétdalát Bryan Adams adja elő, a címe: Never Let Go.